# Catherine Bell

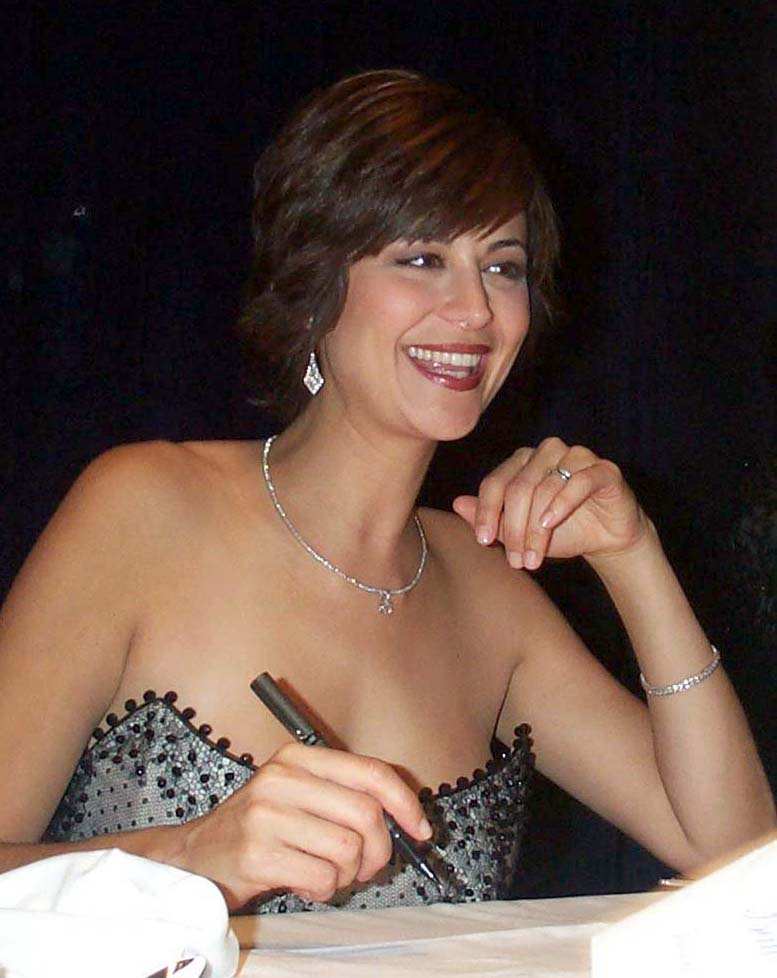
Catherine Bell w 2001

Catherine Lisa Bell (ur. 14 sierpnia 1968 w Londynie) – amerykańska aktorka.

## Życiorys
Catherine Bell jest córką szkockiego architekta i irańskiej pielęgniarki. Jej rodzice rozwiedli się gdy miała 3 lata i przenieśli się do Los Angeles. Została naturalizowaną Amerykanką w wieku 12 lat. Jako dziecko występowała w różnych reklamach telewizyjnych. Wstąpiła na UCLA z zamiarem zostania inżynierem biomedycznym lub lekarzem, ale rzuciła je, żeby zostać modelką w Japonii. Studiowała aktorstwo w The Beverly Hills Playhouse. Mówi płynnie po persku.
Zadebiutowała w filmie Ze śmiercią jej do twarzy (1992) gdzie zagrała dublerkę Isabelli Rossellini. W latach 1997–2005 występowała w serialu JAG – Wojskowe Biuro Śledcze jako podpułkownik Sarah MacKenzie. W 2003 roku zagrała u boku Jima Carreya, Morgana Freemana i Jennifer Aniston w komedii Bruce Wszechmogący.
Pojawiała się wiele razy na listach najatrakcyjniejszych kobiet:
- FHM 100 Sexiest Women in the World -- 2003 (#81), 2004 (#47), & 2005 (#100)
- FHM U.S.'s 100 Sexiest Women -- 2001 (#84), 2002 (#38), 2003(#22) & 2004 (#20)
- Magazyn Maxim przyznał jej 75. miejsce na liście Hot 100 of 2005.

## Życie prywatne
W 1994 roku poślubiła Adama Beasona. W 2003 urodziła im się córka Gemma, a od 2010 mają syna Ronana. Od 2011 byli w separacji.
Bell jest związana z Kościołem Scjentologicznym od 1990 roku.
Catherine Bell jest biseksualna. Od 2012 roku jej partnerką jest Brooke Daniells, organizatorka imprez i fotografka.

## Filmografia
- 2015-2021: Good Witch jako Cassandra Nightingale
- 2010: The Good Witch's Gift jako Cassandra Nightingale
- 2009: The Good Witch's Garden jako Cassandra Nightingale
- 2008: The Good Witch (Czarodziejka) jako Cassandra Nightingale
- 2007: Still Small Voices (Głosy z przeszłości) jako Michael Summer
- 2007: Evan Almighty (Evan Wszechmogący) jako Susan Ortega
- 2007-2013: Army Wives (Poślubione armii) jako Denise Sherwood
- 2006: Company Town jako Maggie Shaunessy
- 2006: Threshold 1x11:Outbreak jako dr Daphne Larson
- 2005: The Triangle (Trójkąt) jako Emily Patterson
- 2005: Babak & Friends: A First Norooz jako Layla
- 2003: Waking the Dead (Przebudzenie miłości) (3x4 Final Cut) jako Sam James
- 2003: Bruce Wszechmogący (Bruce Almighty) jako Susan Ortega
- 2000: Waking the Dead (Budząc zmarłych) jako Sam James
- 1999: The Time Shifters (Łowcy wrażeń) jako Elizabeth Wintern
- 1998: Taksówka wspomnień (Cab to Canada) jako Sandy
- 1998: Black Thunder (Czarny grom) jako Lisa
- 1998−1999: Sin City Spectacular 1x10 i 1x16
- 1997: Crash Dive (Nuklearny szantaż) jako komandor podporucznik Lisa Stark
- 1997: Hercules: The Legendary Journeys (Herkules) (3x10 The Lady and the Dragon) jako Cynea
- 1996-2005: JAG (JAG – Wojskowe Biuro Śledcze) jako  Sarah „Mac” MacKenzie
- 1996: Hotline Volume 3
- 1996: Hot Line: The Brunch Club jako Cat
- 1995: The Naked Truth (1 odc.)
- 1995: Friends (Przyjaciele)  jako Robin (1 odc.)
- 1995: Przybysze: ciało i dusza (Alien Nation: Body and Soul) jako Cop
- 1995: Vanishing Son (Zaginiony)
- 1994: Hot Line (Gorąca linia) jako Cat
- 1994: Najemnicy {Men of War) jako Grace Lashield
- 1993: Mother of the Bride (Matka panny młodej) jako Chastity